# Fanny Village
Fanny Village es una villa de Trinidad y Tobago, que forma parte del borough de Punta Fortín.

## Geografía
La villa abarca parte de la isla Trinidad y limita al norte con el golfo de Paria, al sur con Cap-de-Ville, al este con Point Ligoure y Hollywood y al oeste con el golfo de Golfo de Paria y Cap-de-Ville.

## Demografía
Datos demográficos de la villa de Fanny Village:
| Gráfica de evolución demográfica de Fanny Village entre 2000 y 2011 |
|                                                                     |